# Garvellachs
Las islas Garvellachs (gaélico escocés, Garbh Eileaich) o islas del Mar son un grupo de tres pequeñas islas de las Hébridas Interiores localizadas en la entrada del Firth of Lorn (mar de las Hébridas). Administrativamente, son parte del Area Council de Argyll y Bute (Escocia) y han estado deshabitadas desde la Segunda Guerra Mundial. Están situadas al oeste de la isla de Lunga y al noroeste de la de Scarba.
El grupo incluye las islas de Garbh Eileach, Dùn Channuill y Eileach an Naoimh y varios islotes menores.
- Datos: Q32425
- Multimedia: Garvellachs / Q32425